# 47e méridien ouest
En géographie, le 47e méridien ouest est le méridien joignant les points de la surface de la Terre dont la longitude est égale à 47° ouest.

## Géographie

### Dimensions
Comme tous les autres méridiens, la longueur du 47e méridien correspond à une demi-circonférence terrestre, soit 20 003,932 km. Au niveau de l'équateur, il est distant du méridien de Greenwich de 5 232 km,.
Avec le 133e méridien est, il forme un grand cercle passant par les pôles géographiques terrestres.

### Régions traversées
En commençant par le pôle Nord et descendant vers le sud au pôle Sud, Le 47e méridien ouest passe par:
| Coordonnées          | Pays, territoire ou mer | Notes |
| -------------------- | ----------------------- | --- |
| 90° 00′ N, 47° 00′ O | Océan Arctique          | |
| 83° 41′ N, 47° 00′ O | Mer de Lincoln          | |
| 82° 55′ N, 47° 00′ O | Groenland               | Île Elison |
| 82° 52′ N, 47° 00′ O | Océan Arctique          | |
| 82° 39′ N, 47° 00′ O | Groenland               | Île de Nares Land |
| 82° 23′ N, 47° 00′ O | Fjord Victoria (en)     | |
| 82° 09′ N, 47° 00′ O | Groenland               | Péninsule Wulff (en) |
| 60° 45′ N, 47° 00′ O | Océan Atlantique        | |
| 0° 45′ S, 47° 00′ O  | Brésil                  | Pará Maranhão — à partir de 3° 32′ S, 47° 00′ O Tocantins — à partir de 8° 03′ S, 47° 00′ O Maranhão — sur environ 16 km à partir de 8° 55′ S, 47° 00′ O Tocantins — à partir de 9° 03′ S, 47° 00′ O Goiás — à partir de 13° 05′ S, 47° 00′ O Minas Gerais — à partir de 15° 56′ S, 47° 00′ O État de São Paulo — à partir de 21° 20′ S, 47° 00′ O, passe juste à l'est de Campinas à 22° 54′ S, 47° 03′ O |
| 24° 20′ S, 47° 00′ O | Océan Atlantique        | |
| 60° 00′ S, 47° 00′ O | Océan Austral           | |
| 77° 46′ S, 47° 00′ O | Antarctique             | Liste des territoires revendiqués à la fois par l' Argentine et le Royaume-Uni (Territoire antarctique britannique) |